# Les Gardiens de la Galaxie : Joyeuses Fêtes
Série Les Gardiens de la Galaxie
Les Gardiens de la Galaxie Vol. 2
(2017) Les Gardiens de la Galaxie Vol. 3
(2023)
Série specials de Marvel Studios
Werewolf by Night
(2022) The Punisher
(2026)
Pour plus de détails, voir Fiche technique et Distribution.
Les Gardiens de la Galaxie : Joyeuses Fêtes (The Guardians of the Galaxy Holiday Special) est un téléfilm de Noël américain de type special réalisé par James Gunn et diffusé sur le service Disney+ en novembre 2022. Il est le second special télévisé de l'univers cinématographique Marvel, après le téléfilm Werewolf by Night, sorti le 7 octobre 2022 sur Disney+. Cet épisode spécial partage la continuité avec les films de la franchise produite par Marvel Studios. Il est le dernier projet de la phase 4.
Chris Pratt, David Bautista, Vin Diesel, Bradley Cooper, Karen Gillan et Pom Klementieff seront les vedettes, reprenant leurs rôles de la série de films. Gunn avait travaillé sur le concept du special pendant plusieurs années avant qu'il ne soit annoncé en décembre 2020. Le tournage a lieu à Atlanta, en Géorgie, pendant celui de Les Gardiens de la Galaxie Vol. 3, qui a débuté en 8 novembre 2021 et devrait durer jusqu'en avril 2022.
Après avoir combattu aux côtés de Thor, les Gardiens de la Galaxie sont sur Knowhere. Peter Quill, toujours à la recherche de Gamora, est déprimé. Pour lui remonter le moral, Mantis veut fêter Noël comme il se doit et souhaite lui offrir un beau cadeau. Avec Drax, elle se rend sur Terre afin de kidnapper l'acteur  Kevin Bacon, vedette du film Footloose que Peter adore depuis l'enfance.

## Synopsis
Deux ans après la guerre contre Thanos. Installé sur l'astéroïde Knowhere (qu'ils ont racheté au Collectionneur), les Gardiens de la Galaxie se rendent compte que sur Terre, Noël approche à grands pas. Après avoir entendu une histoire selon laquelle Peter Quill n'a jamais pu fêter Noël depuis qu'il a été récupéré par Yondu sur Terre, Mantis et Drax souhaitent se rendre sur Terre pour ramener Kevin Bacon (acteur que Peter adore) sur Knowhere dans le but de l'offrir en cadeau pour Peter. Ils croient tous les deux que Bacon a vraiment sauvé le monde en dansant.
Sur Terre, Mantis et Drax découvrent Hollywood et passent du temps ensemble en ville, à la recherche de l'acteur. Après avoir visité le Hollywood Walk of Fame et avoir passé la soirée dans un bar, ils finissent par trouver l'adresse de Bacon à Beverly Hills. Le duo s'introduit chez lui en le poursuivant. Mantis, grâce à ses pouvoirs de persuasion, parvient à convaincre Bacon de se rendre sur Knowhere.
Arrivés sur Knowhere, les Gardiens décorent toute la ville pour impressionner Peter. Ce dernier découvre Bacon et demande alors à Mantis de le faire sortir de sa transe. Terrifié, Bacon souhaite rentrer sur Terre immédiatement. Après avoir appris auprès de Kraglin qu'il est un héros pour Peter depuis l'enfance, Bacon décide finalement de rester sur Knowhere pour fêter Noël avec les Gardiens. Ils reçoivent ainsi tous un cadeau, dont Rocket, qui reçoit le bras en vibranium de Bucky Barnes de la part de Nébula. Après ces festivités, Bacon retourne sur Terre.
Plus tard, Mantis décide de révéler à Peter son secret : elle est la sœur de Peter car il s'avère qu'elle est en fait aussi la fille d'Ego. Peter répond alors à Mantis qu'elle est le plus beau cadeau qu'il ait jamais eu.
Scène post-générique
Rocket décore Groot avec des guirlandes de Noël, mais il bouge trop, ce qui fait tomber toutes les guirlandes. Rocket dit alors qu'il faudra un autre special pour continuer.

## Fiche technique
Sauf indication contraire, les informations mentionnées dans cette section peuvent être confirmées par la base de données cinématographiques IMDb,  présente dans la section « Liens externes ».
- Titre original : The Guardians of the Galaxy Holiday Special
- Titre français : Les Gardiens de la Galaxie : Joyeuses Fêtes
- Réalisation : James Gunn
- Scénario : James Gunn, d'après les personnages créés par Dan Abnett et Andy Lanning
- Musique : John Murphy
- Photographie : Henri Braham
- Production déléguée : Kevin Feige, Louis D'Esposito (es) et Victoria Alonso
- Société de production : Marvel Studios
- Distribution : Disney+ / Disney Media Distribution
- Budget : n/a
- Pays de production :  États-Unis
- Langue d'origine : anglais
- Format : couleur
- Genres : super-héros, comédie, science-fiction
- Durée : 44 minutes[1]
- Date de diffusion : 25 novembre 2022 (sur Disney+)

## Distribution
Sauf indication contraire, les informations mentionnées dans cette section peuvent être confirmées par les bases de données cinématographiques IMDb et Allociné,  présentes dans la section « Liens externes ».
- Pom Klementieff (VF et VQ : elle-même) : Mantis
- David Bautista (VF : Serge Biavan ; VQ : Blaise Tardif) : Drax le Destructeur
- Chris Pratt (VF : David Krüger ; VQ : Philippe Martin) : Peter Jason Quill / Star-Lord
- Vin Diesel (VF : Guillaume Orsat ; VQ : Thiéry Dubé) : Groot (voix)
- Bradley Cooper (VF : Alexis Victor ; VQ : Maël Davan-Soulas) : Rocket (voix)
- Karen Gillan (VF : Laëtitia Lefebvre ; VQ : Kim Jalabert) : Nébula
- Sean Gunn (VF : Thibaut Belfodil ; VQ : Alexis Lefebvre) : Kraglin Obfonteri (en) ; Rocket (capture de mouvement)
- Kevin Bacon (VF : Philippe Vincent ; VQ : Benoît Rousseau) : lui-même
- Maria Bakalova (VF : Aliona Kourepov ; VQ : Stéfanie Dolan) : Cosmo (voix)
- Michael Rooker (VF : Julien Kramer ; VQ : Paul Sarrasin) : Yondu Udonta[2] (flashback)
- Kyra Sedgwick : elle-même (caméo vocal)
- The Old 97's : le groupe de musique sur Knowhere[3] : 
  - Rhett Miller : Bzermikitokolok
  - Murry Hammond : Kortolbookalia
  - Ken Bethea : Sliyavastojoo
  - Philip Peeples : Phloko
- Flula Borg : le serveur (caméo)
- Stephen Blackehart : Steemie (caméo)

## Production

### Genèse et développement
En décembre 2020, Kevin Feige — président de Marvel Studios — annonce The Guardians of the Galaxy Holiday Special, un special télévisé mettant en vedette les Gardiens de la Galaxie, toujours écrit et réalisé par James Gunn, scénariste et réalisateur des longs métrages Les Gardiens de la Galaxie et Les Gardiens de la Galaxie Vol. 2. Gunn a dit que c'était "l'une de mes histoires préférées de tous les temps", avec une histoire « aussi folle et amusante que possible ». James Gunn ajoute que ce special sera en lien direct avec le reste de l'univers cinématographique Marvel et précise qu'enfant il avait adoré Au temps de la guerre des étoiles, le special de Star Wars diffusé en 1978,. Gunn a terminé le script en avril 2021 après avoir initialement écrit le traitement "il y a des années".
Les acteurs principaux des films des Gardiens sont ici présents, alors qu'il est indiqué que l'intrigue se déroule entre Thor: Love and Thunder et Les Gardiens de la Galaxie Vol. 3. James Gunn révèle que le special introduira des éléments importants pour Les Gardiens de la Galaxie Vol. 3.
Le special devait à l’origine être tourné pendant le tournage de Les Gardiens de la Galaxie Vol. 3 en 2019, avant plusieurs retards de production. En juin, Vin Diesel, qui prête sa voix à Groot, évoque une histoire autour d'un retour de Groot  sur sa planète.
The Guardians of the Galaxy Holiday Special dure environ 40 minutes.

### Attribution des rôles
Les acteurs principaux des deux précédents films mettant en scène les Gardiens de la Galaxie sont annoncés dans ce special : Chris Pratt, David Bautista, Vin Diesel, Bradley Cooper, Karen Gillan et Pom Klementieff. Ils reprennent tous leurs rôles respectifs : Peter Quill / Star-Lord, Drax le Destructeur, Groot, Rocket, Nébula et Mantis.

### Tournage
Le special sera tourné à Atlanta, en Géorgie, pendant le tournage du long métrage Les Gardiens de la Galaxie Vol. 3,. Il utilise les mêmes décors que le film. Il est filmé sous le titre provisoire Poptart.
Le tournage du Vol. 3 débute le 8 novembre 2021. Les prises de vues du film doivent durer jusqu'en avril 2022.

### Musique
John Murphy, compositeur de la musique du long métrage Les Gardiens de la Galaxie Vol. 3, est confirmé pour mettre en musique le Holiday Special en janvier 2022. Par ailleurs, James Gunn a choisi les musiques du téléfilm très tôt. Le réalisateur écrit lui-même les paroles de la chanson d'ouverture, I Don't Know What Christmas Is (But Christmastime Is Here). Il contacte ensuite Rhett Miller (en) du groupe Old 97's pour l'aider. Une reprise d'un morceau du groupe, Here It Is Christmastime, est également enregistrée avec Kevin Bacon pour clore le special.
L'album de la bande originale est publié par Hollywood Records et Marvel Music le 23 novembre 2022,.
Certaines chansons présente dans le téléfilm sont absentes de l'album : Fairytale of New York de The Pogues featuring Kirsty MacColl, Dead by X-Mas de Hanoi Rocks, Christmas Treat de Julian Casablancas, Is This Christmas? The Wombats, Just Like Christmas de Low, I Want an Alien for Christmas de Fountains of Wayne, Christmastime de The Smashing Pumpkins, Christmas Wrapping de The Waitresses (en) et Mrs. Claus de Little Jackie.
Toute la musique est composée par John Murphy, sauf exceptions notées.
| Liste des titres | Liste des titres                                           | Liste des titres       | Liste des titres | Liste des titres | Liste des titres | Liste des titres | Liste des titres | Liste des titres | Liste des titres |
| No               | Titre                                                      | Interprète(s)          | Durée            |                  |                  |                  |                  |                  |                  |
| ---------------- | ---------------------------------------------------------- | ---------------------- | ---------------- | ---------------- | ---------------- | ---------------- | ---------------- | ---------------- | ---------------- |
| 1.               | I Don't Know What Christmas Is (But Christmastime Is Here) | Old 97's               | 3:03             |                  |                  |                  |                  |                  |                  |
| 2.               | How Yondu Ruined Christmas                                 |                        | 1:34             |                  |                  |                  |                  |                  |                  |
| 3.               | Telekinesis                                                |                        | 1:42             |                  |                  |                  |                  |                  |                  |
| 4.               | Kevin at Home                                              |                        | 1:57             |                  |                  |                  |                  |                  |                  |
| 5.               | Chasing Kevin                                              |                        | 1:22             |                  |                  |                  |                  |                  |                  |
| 6.               | Mantis Fights Back                                         |                        | 1:35             |                  |                  |                  |                  |                  |                  |
| 7.               | He's an Actor!                                             |                        | 1:17             |                  |                  |                  |                  |                  |                  |
| 8.               | The Best Christmas Present                                 |                        | 2:25             |                  |                  |                  |                  |                  |                  |
| 9.               | Kraglin Explains                                           |                        | 1:26             |                  |                  |                  |                  |                  |                  |
| 10.              | How the Story Really Ended                                 |                        | 1:29             |                  |                  |                  |                  |                  |                  |
| 11.              | Mantis Reveals Her Secret                                  |                        | 1:28             |                  |                  |                  |                  |                  |                  |
| 12.              | Here It Is Christmastime                                   | Kevin Bacon & Old 97's | 3:26             |                  |                  |                  |                  |                  |                  |
| 22:44            |                                                            |                        |                  |                  |                  |                  |                  |                  |                  |

## Diffusion
Les Gardiens de la Galaxie Joyeuse Fêtes est diffusé sur Disney+ le 25 novembre 2022 pendant la saison des vacances. Il clôt la phase IV de l'univers cinématographique Marvel.